# تاكيشي ياماغوتشي
تاكيشي ياماغوتشي (باليابانية: 山口 武士) (10 يونيو 1979 في كوماموتو في اليابان – )؛ هو لاعب كرة قدم ياباني سابق كان يلعب كلاعب وسط.

## وصلات خارجية
- تاكيشي ياماغوتشي على موقع رابطة كرة القدم اليابانية للمحترفين (اليابانية)
- تاكيشي ياماغوتشي على موقع قاعدة بيانات كرة القدم.إي يو (الإنجليزية)
- تاكيشي ياماغوتشي على موقع Soccerway.com (الإنجليزية)
- تاكيشي ياماغوتشي على موقع عالم كرة القدم.نت (الإنجليزية)